# کورکورهای نوک‌چنگکی
کورکورهای نوک‌چنگکی (نام علمی: Chondrohierax) یک سرده از پرندگان شکاری از خانواده بازان است. دو عضو آن، یعنی کورکور نوک‌چنگکی (C. uncinatus) و کورکور کوبایی (C. wilsonii)، اغلب گونه همسان در نظر گرفته می‌شوند. کورکور نوک‌چنگکی در مناطق گرمتر قاره آمریکا گسترده است، در حالی که کورکور کوبایی یک گونه در بحران انقراض کوبایی است.

## جستارهای بیشتر
- برگه اطلاعات گونه‌های BirdLife